# Hildenborough
Hildenborough es una parroquia civil y un pueblo del distrito de Tonbridge and Malling, en el condado de Kent (Inglaterra).

## Geografía
Según la Oficina Nacional de Estadística británica, Hildenborough tiene una superficie de 17 km².

## Demografía
Según el censo de 2001, Hildenborough tenía 4588 habitantes (48,87% varones, 51,13% mujeres) y una densidad de población de 269,88 hab/km². El 20,88% eran menores de 16 años, el 70,55% tenían entre 16 y 74 y el 8,57% eran mayores de 74. La media de edad era de 41,14 años. Del total de habitantes con 16 o más años, el 19,86% estaban solteros, el 66,01% casados y el 14,13% divorciados o viudos.
El 94,12% de los habitantes eran originarios del Reino Unido. El resto de países europeos englobaban al 2,14% de la población, mientras que el 3,75% había nacido en cualquier otro lugar. Según su grupo étnico, el 98,58% eran blancos, el 0,61% mestizos, el 0,33% asiáticos, el 0,13% negros, el 0,09% chinos y el 0,26% de cualquier otro. El cristianismo era profesado por el 78,84%, el budismo por el 0,07%, el hinduismo por el 0,22%, el judaísmo por el 0,11%, el islam por el 0,22% y cualquier otra religión, salvo el sijismo, por el 0,37%. El 12,62% no eran religiosos y el 7,56% no marcaron ninguna opción en el censo.
2102 habitantes eran económicamente activos, 2055 de ellos (97,76%) empleados y 47 (2,24%) desempleados. Había 1815 hogares con residentes, 47 vacíos y 3 eran alojamientos vacacionales o segundas residencias.